# Premio Fernando Lara de Novela

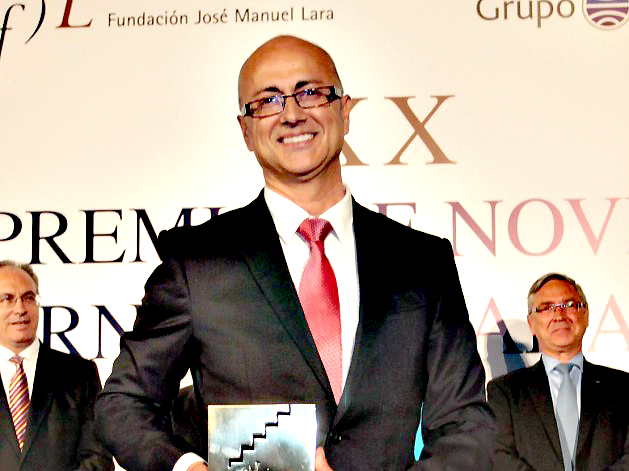
El escritor Antonio Garrido se alza con el Premio de Novela Fernando Lara 2015

El Premio Fernando Lara de Novela es concedido anualmente en España por la Editorial Planeta, en colaboración con la Fundación AXA, a una novela inédita en lengua castellana. No se prevé la publicación de la obra finalista, aunque en ocasiones es editada por la propia Planeta (en el caso de La sombra del viento, de Carlos Ruiz Zafón, finalista en 2000).
Creado en 1996, lleva el nombre del hijo menor de José Manuel Lara Hernández, fundador de la editorial, y que fue consejero delegado del Grupo Planeta hasta su fallecimiento a los 38 años en accidente de tráfico, el 18 de agosto de 1995, mientras se dirigía a su residencia de Puigcerdà, tras asistir a la entrega del premio Ciutat de Barcelona en Sarrià.
La dotación desde 2006 es de 120.200 euros. Se entrega en mayo del año respectivo.

## Lista de autores y libros premiados
| Año  | Novela ganadora                         | Autor                  | Nacionalidad |
| ---- | --------------------------------------- | ---------------------- | ------------ |
| 1996 | El amargo don de la belleza             | Terenci Moix           | España       |
| 1997 | La forja de un ladrón                   | Francisco Umbral       | España       |
| 1998 | Señorita                                | Juan Eslava Galán      | España       |
| 1999 | La sonrisa de la Gioconda               | Luis Racionero         | España       |
| 2000 | Un largo silencio                       | Ángeles Caso           | España       |
| 2001 | Clara y la penumbra                     | José Carlos Somoza     | España       |
| 2002 | Los colores de la guerra                | Juan Carlos Arce       | España       |
| 2003 | Lobas de mar                            | Zoé Valdés             | Cuba         |
| 2004 | El último laberinto                     | Mercedes Salisachs     | España       |
| 2005 | El secreto del rey cautivo              | Antonio Gómez Rufo     | España       |
| 2006 | Muertes paralelas                       | Fernando Sánchez Dragó | España       |
| 2007 | El alma de la ciudad                    | Jesús Sánchez Adalid   | España       |
| 2008 | El judío de Shanghái                    | Emilio Calderón        | España       |
| 2009 | Esperando a Robert Capa                 | Susana Fortes          | España       |
| 2010 | Barrio cero                             | Javier Reverte         | España       |
| 2011 | Contigo aprendí                         | Silvia Grijalba        | España       |
| 2012 | La berlina de Prim                      | Ian Gibson             | España       |
| 2013 | Luisa y los espejos                     | Marta Robles           | España       |
| 2014 | Canta solo para mí                      | Nativel Preciado       | España       |
| 2015 | El último paraíso                       | Antonio Garrido        | España       |
| 2016 | Mi recuerdo es más fuerte que tu olvido | Paloma Sánchez-Garnica | España       |
| 2017 | Después del amor todo son palabras      | Sonsoles Ónega         | España       |
| 2018 | Canción de sangre y oro                 | Jorge Molist           | España       |
| 2019 | Algún día, hoy                          | Ángela Becerra         | Colombia     |
| 2020 | La bruma verde                          | Gonzalo Giner          | España       |
| 2021 | Hasta donde termina el mar              | Alaitz Leceaga         | España       |
| 2022 | Adiós, pequeño                          | Máximo Huerta          | España       |
| 2023 | La rebelión de los buenos               | Roberto Santiago       | España       |
| 2024 | Cuando la tormenta pase                 | Manel Loureiro         | España       |